# Skorost'
Skorost' (Скорость) è un film del 1983 diretto da Dmitrij Svetozarov.

## Trama
Lo sconosciuto Grigorij Jakovlev ha improvvisamente superato i migliori piloti nelle competizioni di auto da corsa e di conseguenza è stato invitato al laboratorio del capo dell'ufficio di progettazione